# Hanna Solovey
Hanna Solovey em ucraniano: Ганна Соловей, (Lugansk, 31 de janeiro de 1992) é uma ciclista profissional ucraniana. Destacada rodadora tem conseguido várias medalhas em mundiais de categoria absoluta. No entanto, uma sanção por dopagem, a instabilidade em seu país e problemas em suas equipas a prejudicaram para conseguir melhores resultados.

## Trajectória desportiva
Em 2009 fez-se com o 2.º posto no Campeonato Europeu Contrarrelógio juvenil e um mês depois com o Campeonato Mundial Contrarrelógio em dita categoria. Ao ano seguinte referendou esses resultados ao fazer-se com ambos campeonatos. Nesse 2010 ganhou também o Campeonato da Ucrânia Contrarrelógio em categoria absoluta. No entanto em 2011 deu positivo por Drostanolona (esteroide anabolizante do 2.º grupo) pelo que foi suspensa por 2 anos.
A sua volta em 2013 referendou esses bons resultados e também, devido às suas características de boa rodadora, começou a destacar no ciclismo em pista ganhando várias provas profissionais (1 na Ucrânia, 1 na Polónia e 2 no México). Na modalidade de estrada fez-se com o Campeonato Europeu sub-23 e foi 2.ª nesse campeonato em estrada, também foi 8.ª no Campeonato Mundial Contrarrelógio e ganhou a Chrono des Nations. Em 2014, de novo com poucas opções de correr um calendário completo ganhou uma prova profissional de pista na Polónia e posteriormente a Chrono Champenois-Trophée Européen, e também foi 2.ª no Campeonato Mundial Contrarrelógio e 8.ª no de Estrada e de novo ganhou a Chrono des Nations.
Finalmente em 2015 conseguiu um contrato profissional com o Astana-Acca Due U pelo que, em teoria, poderia realizar uma temporada completa sem problemas. No entanto, de novo, ficou sem equipa em julho ao sê-la rescindida o contrato. Até essa data seguiu com essa tendência de destacar em provas contrarrelógio -por exemplo foi 2.ª na prova contrarrelógio dos Jogos Europeus entre outras- e também fez 8.ª na Strade Bianche (clássica com algumas dificuldades orográficas -até essa data só tinha destacado em campeonatos-). Um dos motivos falados para a rescinsão foi que Hanna não se quisesse nacionalizar Cazaquistanesa -o Astana-Acca Due U é uma equipa Cazaque- enquanto outros rumores se limitaram a que foi por desacordos sobre a gestão da equipa; também, a equipa emitiu um duro comunicado dizendo que «Achamos que Anna Solovey tem grandes faculdades ciclistas e neste ano teria sido uma das estrelas da equipa, mas a situação é já inaguentável, se trata de uma falta de respeito connosco, as colegas, os patrocinadores e os organizadores das carreiras».
Em 2016 conseguiu contrato de novo com outra equipa profissional, desta vez com o Parkhotel Valkenburg Continental Team.

## Palmarés
2010 (como amador)
- Campeonato de Ucrânia Contrarrelógio

2013 (como amador)
- 2.ª no Campeonato Europeu Perseguição por Equipas sub-23 (fazendo equipa com Olena Demydova, Inna Metalnikova e Angela Pryimak
- Campeonato Europeu Contrarrelógio sub-23
- 3.ª no Campeonato Europeu em Estrada sub-23
- 3.ª no Campeonato da Ucrânia 500 m
- Campeonato da Ucrânia Omnium
- Grande Prêmio da Polónia Omnium
- Chrono des Nations
- Copa Internacional de Pista 3 km
- Copa Internacional de Pista Perseguição por Equipas (fazendo equipa com Olena Demydova e Anna Nagirnaya)

2014 (como amador)
- Grande Prêmio Galychyna 3 km
- Chrono Champenois-Trophée Européen
- 2.ª no Campeonato Mundial Contrarrelógio
- Chrono des Nations

2015
- Campeonato da Ucrânia Contrarrelógio
- 3.ª no Campeonato da Ucrânia em Estrada
- 2.ª nos Jogos Europeus Contrarrelógio

2016
- 2.ª no Campeonato da Ucrânia Contrarrelógio

2017
- VR Women
- 2.ª no Campeonato da Ucrânia Contrarrelógio

## Resultados em Grandes Voltas e Campeonatos do Mundo
Durante a sua carreira desportiva tem conseguido os seguintes postos nas Grandes Voltas femininas e nos Campeonatos do Mundo em estrada:
| Carreira               | 2013 | 2014 | 2015 | 2016 | 2017 | 2018 |
| ---------------------- | ---- | ---- | ---- | ---- | ---- | ---- |
| Giro d'Italia          | -    | -    | -    | -    | -    | -    |
| Tour de l'Aude         | X    | X    | X    | X    | X    | X    |
| Grande Boucle          | X    | X    | X    | X    | X    | X    |
| Mundial em Estrada     | Ab.  | 9.ª  | 33.ª | 43.ª | -    | -    |
| Mundial Contrarrelógio | 8.ª  | 2.ª  | 16.ª | -    | -    | -    |

-: não participa

Ab.: abandono

X: edições não celebradas

## Equipas
- Selecção de Ucrânia (amador) (2013-2015)
- Astana-Acca Due Ou (2015)[13]
- Parkhotel Valkenburg (2016-2018)
  - Parkhotel Valkenburg (2016)
  - Parkhotel Valkenburg-Destil Cycling Team (2017)
  - Parkhotel Valkenburg Cycling Team (2018)